# Palestro
Palestro (lombardul: Palèstar) település Olaszországban, Lombardia régióban, Pavia megyében. Lakosainak száma 1784 fő (2023. január 1.). Palestro Confienza, Prarolo, Robbio, Vercelli, Rosasco, Pezzana és Vinzaglio községekkel határos.

## Népesség
A település lakossága az elmúlt években az alábbi módon változott:
| Lakosok száma | 1926 | 1924 | 1784 |
|               | 2017 | 2018 | 2023 |